# White Ravens
Les White Ravens sont une liste de livres établie par la Bibliothèque internationale de la jeunesse, qui recense chaque année deux cents ouvrages pour la jeunesse, récents et remarquables.

## La sélection
La Bibliothèque internationale de la jeunesse (Internationale Jugendbibliothek (de)) a été créée en 1949 à Munich. Au sortir de la Seconde Guerre mondiale, son objectif était de mettre à l'honneur de nouvelles valeurs grâce à la littérature pour la jeunesse. Son fonds est constitué de dons d'éditeurs et d'organismes du monde entier. Elle est, à ce jour, la plus grande bibliothèque au monde uniquement consacrée à la littérature pour la jeunesse.
Chaque année, ses bibliothécaires établissent une liste de 200 nouveautés en littérature pour la jeunesse, en provenance de plus de 50 pays et écrits dans plus de 30 langues différentes. Les livres sont choisis pour "leur intérêt universel et leurs qualités artistiques et novatrices". Baptisée The White Ravens ("les corbeaux blancs" en anglais), la liste paraît à l'automne, pour être présentée à la Foire du livre de Francfort. Les ouvrages retenus sont ensuite exposés en format papier sur le stand de la bibliothèque à la Foire du livre de jeunesse de Bologne.
Les livres sont classés par langue, puis par pays. La sélection 2022 compte ainsi 200 livres écrits dans 37 langues (parmi lesquels le philippin, l'hindi, l'estonien et le farsi) et publiés dans 53 pays. Les 18 livres en français de cette édition ont été publiés en Belgique, au Canada, en France, à Madagascar, en Suisse et en Tunisie.